# Archiearis nigrobasalis
Archiearis nigrobasalis là một loài bướm đêm trong họ Geometridae.